# Trò chơi năm 2010
Trang này liệt kê các board game, trò chơi thẻ bài, wargame, trò chơi mô hình thu nhỏ, và trò chơi nhập vai tabletop xuất bản năm 2010.  Đối với trò chơi điện tử, xem Trò chơi điện tử năm 2010.

## Trò chơi phát hành hoặc phát minh năm 2010
- Agricola: Gamers' Deck
- Agricola: The Goodies Expansion
- Agricola: The Legen*dairy Forest Deck
- Arkham Horror: The Lurker at the Threshold Expansion
- Axis & Allies Europe 1940
- BattleLore: Creatures
- BattleLore: Dragons
- BattleLore: Horrific Horde
- Brushfire =Historia Rodentia=
- Carcassonne: Bridges, Castles, and Bazaars
- Conflict of Heroes: First Men In - Normandy 1944
- Battlestar Galactica: Exodus Expansion
- Dixit 2
- Dominion: Alchemy
- Dominion: Prosperity
- Keltis: Das Orakel
- Le Havre: Le Grand Hameau
- Heroscape Master Set: Battle for the Underdark
- Last Night on Earth: Hero Pack 1
- Last Night on Earth: Survival of the Fittest
- Memoir '44: Winter Wars
- Race for the Galaxy: The Brink of War
- Small World: Be Not Afraid
- Small World: Necromancer Island
- Small World: Tales and Legends
- Space Alert: The New Frontier
- Thunderstone: Doomgate Legion
- Thunderstone: Wrath of the Elements
- Tide of Iron: Fury of the Bear
- Tikal II
- Washington's War
- Zombies!!! 9: Ashes to Ashes

## Giải thưởng trò chơi được trao năm 2010
- Mensa Select:     Anomia, Dizios, Forbidden Island, Word on the Street, Yikerz!
- Spiel des Jahres: Dixit
- Games: Jump Gate

## Chết
| Ngày       | Tên                | Tuổi | Chức vụ                                                   |
| ---------- | ------------------ | ---- | --------------------------------------------------------- |
| 20 tháng 3 | John Eric Holmes   | 80   | thiết kế bản gốc của Dungeons & Dragons Basic Set         |
| 20 tháng 8 | Charles S. Roberts | 80   | "The Father of Board Wargaming", sáng lập của Avalon Hill |
| 4 tháng 10 | Brian Williams     | 54   | Nhà vẽ minh họa                                           |